# Euxoa privigna
Euxoa privigna là một loài bướm đêm trong họ Noctuidae.